# Espen Berntsen
Espen Berntsen (Vang, 12 maggio 1967) è un arbitro di calcio norvegese.